# Kamen Rider Zi-O the Movie: Over Quartzer
 (août 2019).
Si vous disposez d'ouvrages ou d'articles de référence ou si vous connaissez des sites web de qualité traitant du thème abordé ici, merci de compléter l'article en donnant les références utiles à sa vérifiabilité et en les liant à la section « Notes et références ».
Pour plus de détails, voir Fiche technique et Distribution.
Kamen Rider Zi-O the Movie: Over Quartzer (劇場版 仮面ライダージオウ Over Quartzer（オーヴァー クォーツァー）, Gekijō-ban Kamen Raidā Jiō Ōvā Kwōtsā) est un film japonais de type tokusatsu dérivé de la série Kamen Rider Zi-O  et réalisé par Ryuta Tasaki, qui est sorti le 26 juillet 2019 dans les cinémas japonais.
Le long-métrage rend hommage aux Kamen Riders de l'ère Heisei (principalement à Kamen Rider Drive) mais aussi à Kamen Rider Black RX, Shin Kamen Rider: Prologue, Kamen Rider ZO, Kamen Rider J et  Kamen Rider Amazons.
Il narre l'obtention de la Drive Ridewatch pour Sougo et introduira également une nouvelle forme de Kamen Rider Zi-O : l'Ohma Form, ainsi que le nouveau Kamen Rider et premier  Reiwa Rider : Kamen Rider Zero-One.
Dans ce film, Sougo est confronté aux Quartzers, qui ont l'intention d'éliminer Kamen Rider Drive de l'histoire et d'empêcher Sougo de devenir roi.

## Résumé
Sougo Tokiwa et ses amis arrivent au Japon du XVIe siècle lors de la légendaire bataille entre Oda Nobunaga et Takeda Katsuyori après avoir répondu à l'appel à l'aide de Go Shijima/ Kamen Rider Mach et Krim Steinbelt/ Mr.Belt qui leur ont demandé d'empêcher l'ancêtre de Krim, Clara Steinbelt d'être tué par un groupe d'observateurs voyageant dans le temps connus sous le nom de "Quartzers" qui cherchent à effacer Kamen Rider Drive de l'histoire,,,. Alors que Woz se révèle être membre des Quartzers, la vérité derrière Ohma Zi-O est enfin révélée.

## Personnages originaux

### Quartzers
Les Quartzers (クォーツァー, Kwōtsā) sont un groupe mystérieux voyageant dans le temps qui apparaît dans le film.
Tous leurs membres sont des hommes vêtus d'une tenue semblable à celle de Woz noir. Leur chef, Barlckxs, porte une variante de la robe de couleur rouge et s’assied sur un trône.
Parmi les Quartzers, il y a un groupe restreint de Kamen Riders ressemblant à Oma Zi-O qui peuvent utiliser les pouvoirs des Ridewatches des Kamen Riders ayant été présentés lors de l'ère Heisei mais qui ne sont pas considérés comme faisant partie des Heisei Riders.
Ils ont l'intention de tuer Krim Steinbelt avant qu'il ne crée le Drive System  afin d'effacer Kamen Rider Drive et Kamen Rider Mach de l'histoire, annulant ainsi la création de la Grand Zi-O Ridewatch et ils conspirent contre Sougo Tokiwa.

#### Leader des Quartzers
Le leader des Quartzers (クォーツァーのリーダー, Kwōtsā no Ridā) peut se transformer en Kamen Rider Barlckxs (仮面ライダーバールクス, Kamen Raidā Bārukusu), un Kamen Rider de couleur noire basé sur Kamen Rider Black RX, la première série télévisée de Kamen Rider à être diffusée pendant l'ère Heisei, mais qui est compté officiellement comme une série de l'ère Showa. 
Il se révèle être une version alternative de Sougo Tokiwa (常磐ソウゴ, Tokiwa Sōgo) qui prétend être la version originelle, qui règne en tant que roi du temps. Son objectif est d'effacer les Kamen Riders de l'ère Heisei et de faire converger le monde de Sougo avec son monde natal. 
Contrairement aux autres Quartzers, il porte une robe de couleur rouge.
Il possède les Black RX, Robo Rider et Bio Rider Ridewatches et a une épée semblable au Revolcane, l'épée de RX. 
Tout comme Ohma Zi-O, ce Sougo peut utiliser la puissance des Ridewatches en appuyant sur leurs boutons d'activation, tels que la capacité de liquéfaction de Biorider et la Jumbo Formation de J. 
Il peut annuler les pouvoirs des Heisei Riders. 
Le leader des Quartzers est interprété par Issa Hentona (邊土名 一茶, Hentona Issa), plus connu sous son pseudonyme ISSA, le chanteur d'Over Quartzer, le générique de la série.

#### Kagen
Kagen (カゲン) est un Quartzer de haut-rang qui peut se transformer en Kamen Rider Zonjis (仮面ライダーゾンジス, Kamen Raidā Zonjisu), un Kamen Rider de couleur verte inspiré des Kamen Rider Shin, Kamen Rider ZO et Kamen Rider J.
Il possède les Shin, ZO et J Ridewatches.
Contrairement aux autres Quartzer Riders, Zonjis se bat avec force et peut enlever sa cape blindée pour renforcer son attaque. Il peut également utiliser le Robo Rider Ridewatch de Barlckxs pour libérer un barrage de missiles de sa poitrine.
Il sera vaincu par Kamen Rider Zero-One.
Le nom et le design de Zonjis représentent Shin Kamen Rider: Prologue, Kamen Rider ZO et Kamen Rider J, trois films sortis pendant l'ère Heisei mais considérés comme des films de Showa Rider compte tenu de la participation de Shotaro Ishinomori.
En japonais, Kagen (下弦) signifie le dernier quartier de lune dans la phase lunaire. Il partage également la même prononciation avec Kagen (下限, littéralement "Limite inférieure"), en contraste avec le nom de Jogen.
Kagen est interprété par Papaya Suzuki (パパイヤ鈴木, Papaiya Suzuki).

#### Jogen
Jogen (ジョウゲン, Jōgen) est un Quartzer de haut-rang qui peut se transformer en Kamen Rider Zamonas (仮面ライダーザモナス, Kamen Raidā Zamonasu), un Kamen Rider de couleurs bleue et rouge inspiré des Amazons Riders de Kamen Rider Amazons.
Il possède les Amazon Alpha, Amazon Omega et Amazon Neo Ridewatches.
Zamonas utilise comme arme une arbalète. Il peut également invoquer un Time Mazine en forme de Castle Doran comme l'ex-Time Jacker Ora.
Le nom de Zamonas (qui est ici une anagramme d'Amazons) et son design représentent Kamen Rider Amazons, une série web de l'ère Heisei basée sur la ré-imagination d'un Showa Rider, mais ne faisant pas partie des séries principales de l'ère Heisei. L'apparence de Zamonas s'inspire principalement des Amazon Riders Alpha et Neo.
En japonais, Jogen (ジョウゲン, Jōgen) signifie le premier quartier de lune dans la phase lunaire. Il partage également la même prononciation avec Jōgen (上限, littéralement "Limite supérieure"), en contraste avec le nom de Kagen.
Jogen est interprété par Syuusuke Saito (斉藤 秀翼, Saitō Shūsuke), qui a précédemment interprété Ian Yorkland/Kyoryu Black dans Zyuden Sentai Kyoryuger.

### Autres personnages

#### Oda Nobunaga
Oda Nobunaga (織田 信長) est l'un des trois meilleurs chefs de guerre du Japon lors l'ère Sengoku aux côtés de Toyotomi Hideyoshi et de Tokugawa Ieyasu.
Dans Kamen Rider Ghost, il était l'une des 15 âmes héroïques qui aidaient Takeru Tenkūji et ses amis à vaincre les Gammaizers.
Dans ce film, à la suite des changements de chronologie, Oda Nobunaga a rencontré et développé un béguin pour Clara Steinbelt. Afin d'épouser Clara, Nobunaga a trompé Geiz Myokoin en le mettant comme son remplaçant avant la bataille de Nagashino . Cependant, après avoir aidé Clara à retrouver son petit ami, Pietro. Nobunaga a découvert que Clara ne s'intéressait pas à lui et a abandonné. En récompense, Clara a donné à Nobunaga 3000 armes à feu, qui l'ont finalement aidé à remporter la bataille de Nagashino.
Sougo est un grand fan de lui et souhaite être son digne successeur pour porter le titre de "Roi démon".
L'Oda Nobunaga de Kamen Rider Zi-O est interprété par Tomoya Maeno (前野 朋哉, Maeno Tomoya).

#### Gyūzō
Gyūzō (牛三) est un ninja servant Nobunaga.
Gyūzō est interprété par  Jiei Wakabayashi (若林 時英, Wakabayashi Jiei).

#### Clara Steinbelt
Clara Steinbelt (クララ・スタインベルト, Kurara Sutainberuto) est une ancêtre de Krim Steinbelt de l'ère Sengoku. Réalisant que le temps s'est distordu et après avoir appris l'existence des tentatives des Quartzers de la tuer, son descendant Krim et son allié Go Shijima/ Kamen Rider Mach demandent à Sougo et à ses amis de protéger Clara.
Clara Steinbelt est interprétée par Eru Aoba (蒼葉 える, Aoba Eru).

## Caméos
Étant le dernier film de l'ère Heisei, le film contient des caméos de Legend Riders :
- Kamen Rider Zangetsu Kachidoki Arms

Une forme exclusive à Kamen Rider Zangetsu dans son Gaiden Stage Show en 2018.
- Kamen Rider Brain

La forme de Kamen Rider de Brain dans sa mini-série exclusive d'avril 2019, Kamen Rider Drive Saga : Kamen Rider Brain.
- Le Kamen Sentai Gorider

Un Sentai composé de différents Kamen Riders et/ou membres de Super Sentai (en hommage à Himitsu Sentai Goranger et aux Kamen Riders 1 et 2) apparu dans Cho Super Hero Taisen et dans Kamen Sentai Gorider.
- Kamen Rider G

Un Kamen Rider créé pour les 50 ans de TV Asahi en 2009 et incarné par Goro du groupe SMAP dans un court-métrage à son nom.
- Kamen Norida

Une parodie de Kamen Rider faite entre les années 1988 et 1990.
- Kamen Rider Kuuga (version manga 2015)

Durant la scène de combat finale, un Yusuke Onodera pouvant devenir Kuuga dans un manga fait une apparition en sortant dans une page du manga.
Il y a également un caméo de Kamen Rider Zero-One.

## Continuité dans l'histoire
- Kamen Rider Zi-O : Ce film sert de fin alternative à la série après l'épisode 43 et livre une histoire unique[13]. 
  - Les événements du spectacle de Kamen Rider Zi-O: Final Stage se déroulent peu de temps après, où les événements de l'épisode final auraient lieu dans "une autre chronologie".
  - Si on ignore les différences de chronologie, le film peut être placé dans la période comprise entre les épisodes 43 et 47, Sougo n’ayant pas obtenu officiellement la Drive Ridewatch dans l’épisode 43 et Geiz mentionne Go Shijima dans l’épisode 47[14],[15],[16].
- Kamen Rider Zero-One : En raison du fait que le film se déroule dans une chronologie alternative distincte de la chronologie principale, il n'est pas connecté à la série et suit un autre Zero-One qui réside dans la chronologie d'Over Quartzer en raison des capacités précognitives de Sougo.

## Distribution
- Sougo Tokiwa (常磐 ソウゴ, Tokiwa Sōgo?): So Okuno (奥野 壮, Okuno Sō?)
- Geiz Myokoin (明光院 ゲイツ, Myōkōin Geitsu?): Gaku Oshida (押田 岳, Oshida Gaku?)
- Tsukuyomi (ツクヨミ?): Shieri Ohata (大幡 しえり, Ōhata Shieri?)
- Woz (ウォズ, Wozu?): Keisuke Watanabe (渡邊 圭祐, Watanabe Keisuke?)
- Go Shijima (詩島 剛, Shijima Gō?): Yu Inaba (稲葉 友, Inaba Yū?)
- Krim Steinbelt (クリム・スタインベルト, Kurimu Sutainberuto?): Chris Peppler (クリス・ペプラー, Kurisu Pepurā?)
- Leader des Quartzers (クォーツァーのリーダー, Kwōtsā no Ridā?): ISSA
- Quartzers: YORI, TOMO, KIMI, U-YEAH, KENZO et DAICHI (Da Pump)
- Kagen (カゲン?): Papaya Suzuki (パパイヤ鈴木, Papaiya Suzuki?)
- Jogen (ジョウゲン, Jōgen?): Syuusuke Saito (斉藤 秀翼, Saitō Shūsuke?)
- Oda Nobunaga (織田 信長, Oda Nobunaga?): Tomoya Maeno (前野朋哉, Maeno Tomoya?)
- Gyuzo (牛三, Gyūzō?): Jiei Wakabayashi (若林時英, Wakabayashi Jiei?)
- Clara Steinbelt (クララ・スタインベルト, Kurara Sutainberuto?): Eru Aoba (蒼葉 える, Aoba Eru?)
- Pietro (ピエトロ, Pietoro?): Caleb Bryant
- Sōtarō Tokiwa (常磐 宗太郎, Tokiwa Sōtarō?): Keizo Nagashima (永島 敬三, Nagashima Keizō?)
- Namie Tokiwa (常磐 奈美恵, Tokiwa Namie?): Shoko Imayoshi (今吉 祥子, Imayoshi Shōko?)
- Voix du Ziku-Driver: Rikiya Koyama, Yohei Onishi (大西 洋平, Ōnishi Yōhei?)
- Voix du BeyonDriver : Afro (アフロ, Afuro?)
- Kamen Rider Zero-One (仮面ライダーゼロワン, Kamen Raidā Zero Wan?, Voix): Fumiya Takahashi (高橋 文哉, Takahashi Fumiya?)

## Thème musical
- P.A.R.T.Y. ~Universe Festival~ (P.A.R.T.Y. ～ユニバース・フェスティバル～, Pāti ~Yunibāsu Fesutibaru~?)[17],[18],[19],[20]
  - Lyrics: shungo.
  - Composition: Drew Ryan Scott, MASAT
  - Arrangement: MASAT
  - Artistes: Da PUMP